# (447) Valentine
(447) Valentine – planetoida z pasa głównego asteroid okrążająca Słońce w ciągu 5 lat i 60 dni w średniej odległości 2,99 j.a. Została odkryta 27 października 1899 roku w Landessternwarte Heidelberg-Königstuhl w Heidelbergu przez Maxa Wolfa i Arnolda Schwassmanna. Nazwa planetoidy pochodzi od Valentiny, córki barona Alberta von Rothschilda, dobroczyńcy. Przed jej nadaniem planetoida nosiła oznaczenie tymczasowe (447) 1899 ES.